# Snowdon (stacja metra)
Snowdon – stacja przesiadkowa metra w Montrealu, na linii pomarańczowa oraz linii niebieskiej. Obsługiwana przez Société de transport de Montréal (STM). Znajduje się w Snowdon, w dzielnicy Côte-des-Neiges–Notre-Dame-de-Grâce.